# Simone Kabst
Simone Kabst (* 21. Juni 1973 in Leipzig) ist eine deutsche Schauspielerin, Hörspiel- und Hörbuchsprecherin.

## Leben
Kabst studierte von 1992 bis 1996 an der Staatlichen Hochschule für Musik und Darstellende Kunst in Stuttgart. Danach spielte sie unter anderen an der Schaubühne und am Maxim-Gorki-Theater in Berlin. Des Weiteren ist sie als Film- und Fernsehschauspielerin und Hörbuchsprecherin aktiv. So übernahm sie Gastrollen in Serien und Filmreihen wie Stubbe – Von Fall zu Fall und Polizeiruf 110.
Seit 2015 ist Simone Kabst Gastdozentin an der Hamburger Media School / HMS für Schauspielführung (Regiejahrgang) und seit 2016 Gastdozentin an der Designakademie Berlin für Schauspielführung.

## Ehrungen
- 1998: Theaterpreis der Stadt Oberhausen für »Die Eisprinzessin« und »Gestohlenes Meer«.

## Filmografie (Auswahl)
- 2007: Frei nach Plan
- 2009: Claudia – Das Mädchen von Kasse 1
- 2013: Der blinde Fleck
- 2013: Polizeiruf 110 – Laufsteg in den Tod
- 2015: Ein starkes Team: Stirb einsam! (Fernsehfilm)
- 2017: Ellas Baby (Fernsehfilm)

## Hörspiele und Features
- 2008: Ingeborg Papenfuß: Auf der Usedomer Straße (Eine syro-aramäische Großfamilie im Berliner Wedding) – Regie: Beatrix Ackers (Feature – DKultur)
- 2013: Carin Bartosch Edström: Der Klang des Todes – Regie: Sven Stricker (Kriminalhörspiel – DKultur)
- 2014: Christiane Seiler: Vater zieht in den Krieg (Eine Reise durch Frankreich) – Regie: Christiane Seiler (Feature – DKultur)
- 2021: Kai Meyer: Sieben Siegel (Staffel 2, Audible-Hörspielserie)
- 2022: Serotonin: KI-Mom, SciFi-Hörspielserie in 2 Staffeln, SWR2

## Hörbücher (Auswahl)
- 2016: Dr. Nadja Hermann: Fettlogik überwinden (Hörbuch-Download), Hörbuch Hamburg HHV GmbH
- 2017: Valentina Cebeni: Die Zitronenschwestern (Hörbuch-Download), der Hörverlag, ISBN 978-3-8445-2401-7
- 2017: Gayle Forman: MANCHMAL MUSST DU EINFACH LEBEN, Argon Verlag, ISBN 978-3-8398-1580-9
- 2019: Lucinda Riley: Die Sonnenschwester, der Hörverlag, ISBN 978-3-8445-3733-8
- 2021: Johanna Mo: Nachttod, der Hörverlag (Die Hanna Duncker-Serie 1, gemeinsam mit Julian Greis), ISBN 978-3-8371-5625-6
  - 2021: Johanna Mo: Nachttod, der Hörverlag (Die Hanna Duncker-Serie 1, gemeinsam mit Julian Greis), ISBN 978-3-8371-5627-0 (Hörbuch-Download, ungekürzt)
- 2021: Laila Brenden: Die Harfenspielerin, Hörbuch Hamburg, ISBN 978-3-8449-2531-9 (Hörbuch Download)
- 2022: Nino Haratischwili: Das mangelnde Licht, Hörbuch Hamburg, ISBN 978-3-95713-272-7
- 2022: Johanna Mo: Finsterhaus, der Hörverlag (Die Hanna Duncker-Serie 2, gemeinsam mit Steffen Groth), ISBN 978-3-8371-5665-2
  - 2022: Johanna Mo: Finsterhaus, der Hörverlag (Die Hanna Duncker-Serie 2, gemeinsam mit Steffen Groth), ISBN 978-3-8371-5667-6 (Hörbuch-Download, ungekürzt)
- 2022: Lauren Groff: Matrix, Hörbuch Hamburg & BookBeat, ISBN 978-3-8449-3163-1 (Hörbuch-Download)
- 2023:  Johanna Mo: Dunkelwald, Random House Audio, ISBN 978-3-8371-5670-6 (Hörbuch-Download, Hanna Duncker 3, gemeinsam mit Tim Schwarzmaier)
- 2023: Ulrika Rolfsdotter: Beuteherz, Der Audio Verlag, ISBN 978-3-7424-2830-1 (Hörbuch-Download, Annie Ljung 1)
- 2024: Margaret Atwood (Herausgeberin) & Douglas Preston (Herausgeber): Vierzehn Tage, Hörbuch Hamburg, ISBN 978-3-8449-2944-7 (Hörbuch-Download)
- 2024: Lucinda Riley: Das Mädchen aus Yorkshire, der Hörverlag, ISBN 978-3-8445-5266-9 (Hörbuch-Download)
- 2025: Maja Lunde: Für immer, der Hörverlag, ISBN 978-3-8445-5281-2